# すみれ台 (瀬戸市)
すみれ台（すみれだい）は、愛知県瀬戸市西陵（）連区の地名。

## 地理
- 瀬戸市西部に位置する[3]。東から北は小田妻町、南はさつき台に接する[3]。
- 昭和40年代に開発された水野団地の中にあり、現行行政地名としてすみれ台1丁目から同5丁目までがある[1][2]。

### 学区
市立小・中学校に通う場合、学区は以下のとおりとなる。
| 番・番地等 | 小学校             | 中学校             |
| ---------- | ------------------ | ------------------ |
| 全域       | 瀬戸市立西陵小学校 | 瀬戸市立水野中学校 |

## 歴史

### 沿革
- 1974年（昭和49年）4月1日 - 瀬戸市小田妻町の一部分割により、同市すみれ台として成立[11]。
- 1984年（昭和59年）5月1日 - 小田妻町の一部がすみれ台5丁目に編入される。

## 世帯数と人口
2024年（令和6年）4月1日現在（瀬戸市発表）の世帯数と人口は以下のとおりである。
| 町丁          | 世帯数  | 人口  |
| ------------- | ------- | ----- |
| すみれ台1丁目 | 79世帯  | 190人 |
| すみれ台2丁目 | 104世帯 | 210人 |
| すみれ台3丁目 | 99世帯  | 203人 |
| すみれ台4丁目 | 37世帯  | 88人  |
| すみれ台5丁目 | 114世帯 | 237人 |
| 計            | 433世帯 | 928人 |

### 世帯数・人口の変遷
国勢調査による世帯数および人口の推移。
| 1995年（平成07年） | 386世帯 1221人 |  |
| 2000年（平成12年） | 382世帯 1121人 |  |
| 2005年（平成17年） | 377世帯 1091人 |  |
| 2010年（平成22年） | 367世帯 1046人 |  |
| 2015年（平成27年） | 368世帯 1010人 |  |
| 2020年（令和02年） | 363世帯 967人  |  |

## 事業所
2021年（令和3年）現在の経済センサス調査による事業所数と従業員数は以下のとおりである。
| 町丁     | 事業所数 | 従業員数 |
| -------- | -------- | -------- |
| すみれ台 | 20事業所 | 240人    |

## 交通

### 鉄道
町内に鉄道路線はない。最寄り駅との間をバス利用で乗り継ぐ地理位置にある。

#### 最寄り駅
- 愛知環状鉄道・愛知環状鉄道線 瀬戸市駅
- 名古屋鉄道（名鉄）・名鉄瀬戸線 新瀬戸駅

### バス乗降場
- 瀬戸市コミュニティバス・こうはん線「すみれ台」バス停[19]

このほか、町から比較的に近い位置に民間事業者のバス停がある。
- 名鉄バス・水野循環線、みずの坂線「西陵地域交流センター前」バス停
- 名鉄バス・水野循環線「ききょう台」バス停

### 道路
町内に国道・県道はない。

## 施設

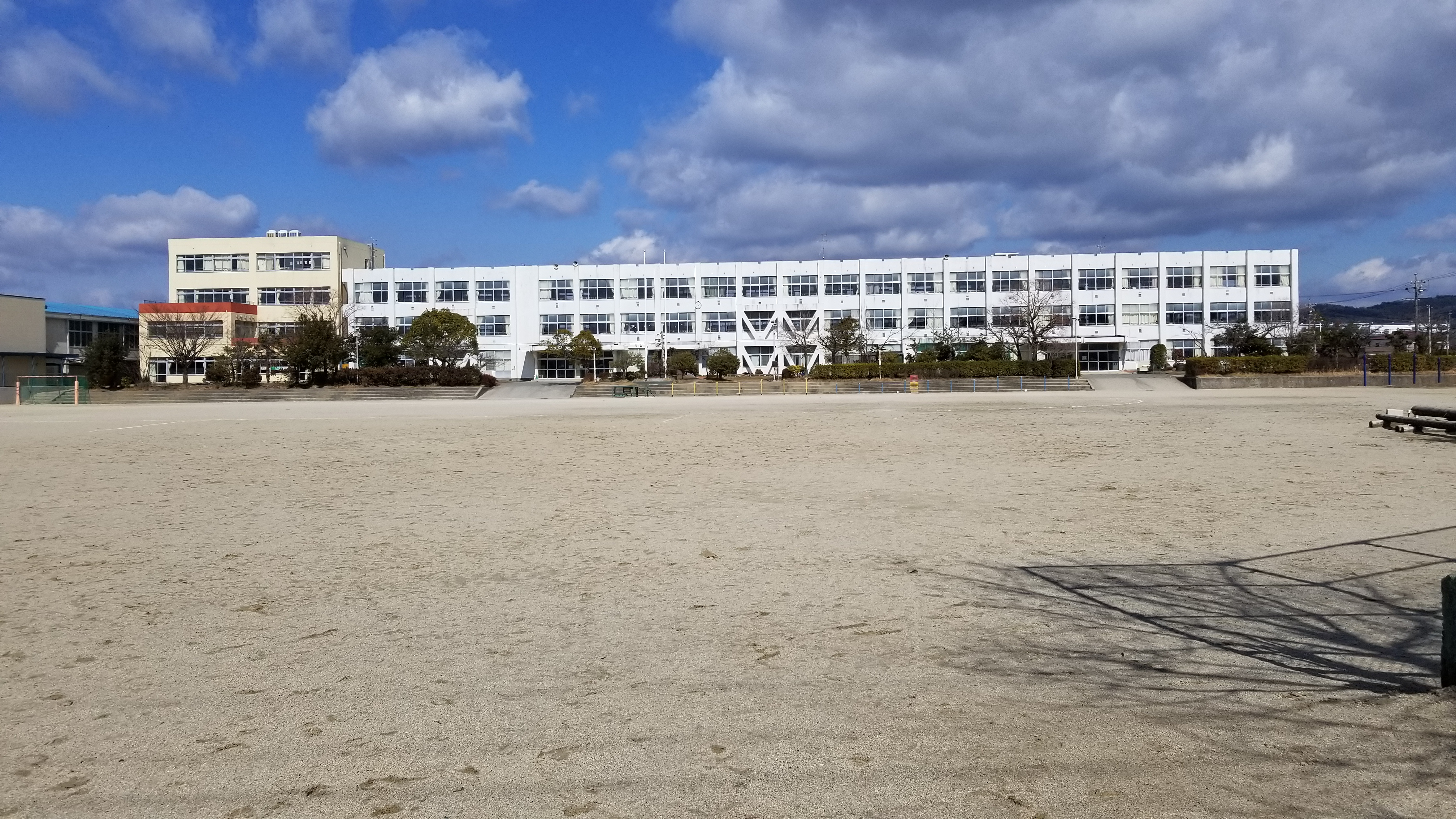
西陵小学校（2022年2月）

- 水野住宅団地[3]
- 瀬戸市立西陵小学校[3]（すみれ台1丁目）
- 私立瀬戸幼稚園[3]（すみれ台4丁目）

## その他

### 日本郵便
- 郵便番号 : 489-0904[7]（集配局：瀬戸郵便局[20]）。